# Limenitis archippus
Limenitis archippus is een vlinder uit de familie van de Nymphalidae. De wetenschappelijke naam van de soort werd in 1775 als Papilio archippus gepubliceerd door Pieter Cramer. De soort komt voor van Noord-Amerika tot in centraal Mexico. Het is het officiële insect van de Amerikaanse staat Kentucky.
De soort is een voorbeeld van mimicry van Bates omdat hij sterk lijkt op de giftige monarchvlinder. In bepaalde gebieden lijkt hij ook op Danaus gilippus dan wel Danaus eresimus. De waardplanten van Limenitis archippus zijn soorten uit de wilgenfamilie. De rupsen slaan salicylzuur op in hun lichaam, waardoor de soort bitter is, en de maag van een eventuele predator van streek maakt.
De vlinders hebben een spanwijdte van 63 tot 86 millimeter. In het grootste deel van zijn verspreidingsgebied vliegt de soort van mei tot september; helemaal in het zuiden vliegt hij heel het jaar door.

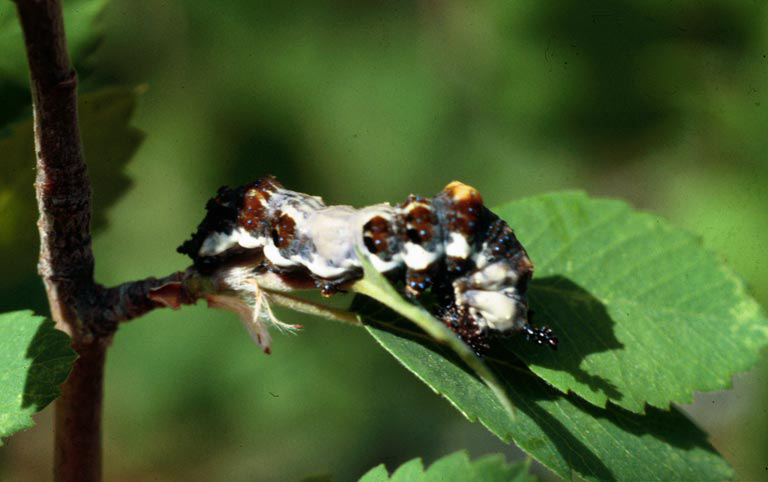
Rups
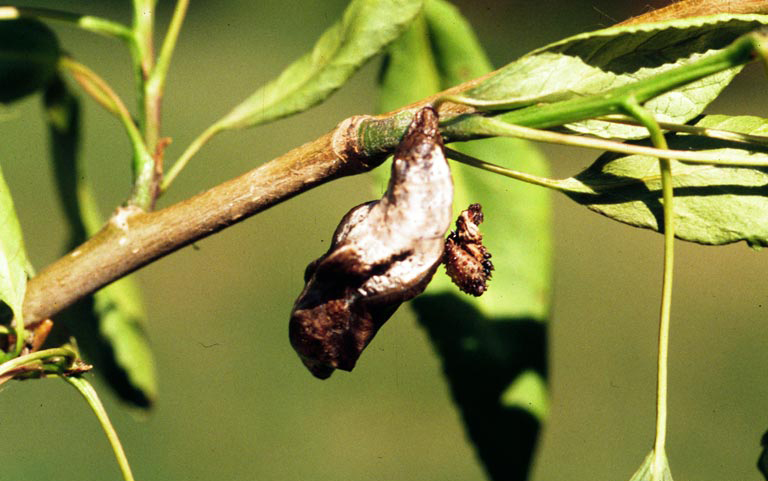
Pop